# گی‌یرمو بتانکورت
گی‌یرمو بتانکورت (اسپانیایی: Guillermo Betancourt‎؛ زادهٔ ۱۹ ژوئیهٔ ۱۹۶۳) شمشیرباز اهل کوبا است.
وی در مسابقات کشوری و بین‌المللی در مجموع برندهٔ ۱ مدال نقره شده‌است.